# サラ・セッラヨッコ
サラ・セッラヨッコ（Sara Serraiocco, 1990年8月13日 - ）はイタリアの俳優。

## 略歴
ペスカーラ生まれ。イタリア国立映画実験センターで演技を学ぶ。2013年、ファビオ・グラッサドニア監督作『狼は暗闇の天使』で映画初出演を果たし、新人俳優に贈られるグリエルモ・ビラーギ賞を受賞する。

2016年、第66回ベルリン国際映画祭にてシューティング・スター賞を受賞する。また、同年マルコ・ダニエーリ監督作『ジュリアの世界』に出演し、第73回ヴェネツィア国際映画祭でパシネッティ最優秀女優賞を受賞する。
2017年、ドラマシリーズ『カウンターパート／暗躍する分身』にボールドウィン役で出演。
2020年、マウロ・マンチーニ監督作『憎むなかれ』にてナストロ・ダルジェント助演女優賞を受賞した。

## フィルモグラフィー

### 映画
| 公開年 | 邦題 原題                                     | 監督                         | 備考                                         |
| ------ | --------------------------------------------- | ---------------------------- | -------------------------------------------- |
| 2013   | 狼は暗闇の天使 Salvo                          | ファビオ・グラッサドニア     | イタリア映画祭2014上映時タイトル『サルヴォ』 |
| 2015   | スイミング・プールの少女 Cloro                | ランベルト・サンフェリーチェ | イタリア映画祭2015にて上映                   |
| 2015   | L'accabadora                                  | エンリコ・パウ               |                                              |
| 2016   | ジュリアの世界 La ragazza del mondo           | マルコ・ダニエーリ           | イタリア映画祭2017にて上映                   |
| 2017   | Non è un paese per giovani                    | ジョヴァンニ・ヴェロネージ   |                                              |
| 2017   | Brutti e cattivi                              | コジモ・ゴメス               |                                              |
| 2018   | In viaggio con Adele                          | アレッサンドロ・カピターニ   |                                              |
| 2019   | Lo spietato                                   | レナート・デ・マリア         |                                              |
| 2020   | 憎むなかれ Non odiare                         | マウロ・マンチーニ           | イタリア映画祭2021にて上映                   |
| 2020   | Io sto bene                                   | ドナート・ロトゥンノ         |                                              |
| 2022   | 蟻の王 Il signore delle formiche              | ジャンニ・アメリオ           |                                              |
| 2022   | 乾いたローマ Siccità                          | パオロ・ヴィルズィ           | イタリア映画祭2023にて上映                   |
| 2023   | 人生の最初の日 Il primo giorno della mia vita | パオロ・ジェノヴェーゼ       | イタリア映画祭2024にて上映                   |
| 2023   | Il ritorno di Casanova                        | ガブリエーレ・サルヴァトレス |                                              |

### テレビ
| 放映年    | 邦題 原題                                  | 監督                   | 備考         |
| --------- | ------------------------------------------ | ---------------------- | ------------ |
| 2014      | Francesco                                  | リリアーナ・カヴァーニ | ミニシリーズ |
| 2017-2019 | カウンターパート／暗躍する分身 Counterpart | モルテン・ティルドゥム |              |
| 2023      | Kaiser Karl                                | ジェローム・サル       |              |

## 主な受賞とノミネート
- ナストロ・ダルジェント賞
  - 2014年 – グリエルモ・ビラーギ賞（『狼は暗闇の天使』）
  - 2017年 – ノミネート：主演女優賞（『ジュリアの世界』および『Non è un paese per giovani』）
  - 2018年 - ノミネート：コメディ女優賞（『Brutti e cattivi』）
  - 2021年 – 助演女優賞（『憎むなかれ』）
- イタリア・ゴールデングローブ賞
  - 2014年 – 最優秀女優賞（『狼は暗闇の天使』）
  - 2015年 – ノミネート：最優秀女優賞（『スイミング・プールの少女』）
  - 2017 – ノミネート：最優秀女優賞（『ジュリアの世界』）
- ベルリン国際映画祭
  - 2016年 – シューティング・スター賞
- チャック・ドーロ賞
  - 2017年 – ベストカップル賞（ミケーレ・リオンディーノと共同受賞）（『ジュリアの世界』）
- ヴェネツィア国際映画祭
  - 2016年 – パシネッティ最優秀女優賞（『ジュリアの世界』）
  - 2022年 – パシネッティ賞（キャスト全員）（『乾いたローマ』）